# Amata albobasis
Amata albobasis är en fjärilsart som beskrevs av Sergius G. Kiriakoff 1954. Amata albobasis ingår i släktet Amata och familjen björnspinnare. Inga underarter finns listade i Catalogue of Life.